# Хэллоус, Норман
Норман Фредерик Хэллоус (англ. Norman Frederic Hallows; 29 декабря 1886, Донкастер — 16 октября 1968, Марлборо) — британский легкоатлет, бронзовый призёр летних Олимпийских игр 1908.
На Играх 1908 в Лондоне Хэллоус участвовал в двух дисциплинах. Он занял третье место в беге на 1500 м, установив в полуфинале новый олимпийский рекорд. Также, Хэллоус выступал за сборную Великобритании в командном беге на 3 мили, но, хотя британцы стали чемпионами, он не получил награды, так как призёрами становились только три лучших спортсмена от каждой страны.